# Tony Britten
Pour les articles homonymes, voir Britten.
 (janvier 2021).
Œuvres principales
Hymne de la Ligue des champions de l'UEFA
Tony Britten est un compositeur britannique, célèbre pour avoir composé l'hymne de la Ligue des champions de l'UEFA,.

## Biographie
Tony Britten est diplômé du Royal College of Music. Il commence sa carrière au théâtre en tant que directeur musical, travaillant notamment avec Cameron Mackintosh pour plusieurs comédies musicales, dont Godspell, The Rocky Horror Show, ou encore Oliver !. Par la suite, il travaille au National Theatre comme arrangeur et directeur musical, avant de se consacrer au cinéma et à la télévision comme chargé de production, notamment pour le film RoboCop. Il a également travaillé avec Clive Donner. Il est anglais. 

## Œuvre
En 1992, l'UEFA le charge de composer un hymne pour la Ligue des champions de football : Tony Britten adapte Zadok the Priest de Georg Friedrich Haendel, hymne du couronnement de tous les rois britanniques depuis Georges II. L’œuvre est interprétée par le Royal Philharmonic Orchestra de Londres et les chœurs de l'Academy of St Martin-in-the-Fields.
En 1994, il compose la musique de Mole's Christmas (en), un court métrage animé. En 1999, il écrit et dirige Bohème, un film inspiré de l'opéra de Giacomo Puccini (diffusé sur Channel 5), et Sky Arts (en). En 2007, il adapte et dirige une version de la comédie She Stoops to Conquer (en) d'Oliver Goldsmith.
En 2013, il réalise le docufiction Benjamin Britten: Peace and Conflict sur le grand compositeur britannique (avec qui il n'a aucun lien de parenté).